# Jean Kananos
Jean Kananos (grec moderne : Ἰωάννης Κανανός) est un historien grec byzantin qui a vécu pendant la première moitié du XVe siècle.

## Biographie
Jean Kananos écrit un « récit vivant de témoin oculaire » de l'échec du siège de Constantinople par les Ottomans sous le sultan Mourad II en 1422. Il attribue la survie de la capitale byzantine à l'intervention miraculeuse de la Mère de Dieu, la Théotokos, le 24 août, date à laquelle, dit-il, même les Ottomans l'ont vue sur les remparts. Le récit de Kananos est précis dans sa chronologie et utile aux historiens militaires pour ses descriptions des techniques de siège ottomanes et des défenses byzantines.
Le récit diffère de l'histoire du contemporain Jean Anagnostes (en), qui a décrit le sac de Thessalonique par Mourad II en 1430, essentiellement en raison des nombreuses polémiques religieuses de Kananos et de sa volonté d'écrire en grec vernaculaire, par opposition à l'atticisme d'Anagnostes et de Critobule. Leur usage du grec, bien qu'il soit « artificiel à l'extrême », se veut une « imitation des classiques », un idéal qui avait été « le principe directeur de tous les écrivains qui visaient un bon style, non seulement sous l'empire romain, mais jusqu'à la fin de la période byzantine ». Il déclare qu'il écrit pour les gens ordinaires, pas pour les érudits. Son lexique est familier et comprend un certain nombre de termes militaires occidentaux.
Jean Kananos est parfois identifié à Laskaris Kananos (en), qui a voyagé en Scandinavie et en Islande vers 1439, mais ce n'est qu'une supposition,,. Laskaris Kananos (vers 1438-1439) s’intéressait à la monnaie à Stockholm et à Bergen, à la subordination de la Suède et de la Norvège au roi danois, aux résidence du roi de Danemark à « Kupanava » (Copenhague), à la supervision des villes de Riga et de Revel en Livonie par l'archevêque et grand maître de l'ordre, etc. Dans sa description de son voyage en Islande, Laskaris Kananos a identifié cette île avec Thulé, mentionnée ci-dessus, dont il nomme les habitants « ichthyophages », c'est-à-dire qui se nourrissent de poisson. Ce voyageur byzantin a visité (en pénétrant dans Venedicos Kolpos, c'est-à-dire dans la mer Baltique) la Norvège, la Suède, la Livonie, la Prusse, la Poméranie, le Schleswig, le Danemark et la Grande-Bretagne, après quoi il a fait un voyage en Islande.

## Ouvrages
- (la + grk) « Ioannis Canani », dans Corpus Scriptorum Historiae Byzantinae, Emmanuel Bekker, 1838, 564 p. (lire en ligne), p. 457-479
- (la + grk) Leone Allacci, « Joannis Canani », dans Patrologia Graeca, vol. 156, J.-P. Migne, 1866, 1104 p. (lire en ligne), p. 61-82